# José Antonio Ramos
José Antonio Ramos (10. November 1969 in Las Palmas de Gran Canaria, Kanarische Inseln – 4. Juni 2008 ebenda) war ein spanisch-kanarischer Musiker, der als einer der führenden Solisten an der Timple, dem typisch kanarischen Saiteninstrument, bekannt wurde. Ramos starb im Alter von 38 Jahren an einem Herzinfarkt.

## Diskografie
- 1990 Más que un sueño (mit dem „Trío Timple“)
- 1994 Tanekra (mit dem „Trío Timple“)
- 1998 Los Cuatro Gigantes
- 2000 Puntales
- 2001 Jeito
- 2003 Para timple y piano
- 2004 José Antonio Ramos Y Andreas Prittwitz (mit Andreas Prittwitz)
- 2004 Los versos de la vida
- 2005 15 años de timple
- 2005 Música Óptica
- 2006 Las Manos del Maestro
- 2008 Very JAR